# Polen Emre
Polen Emre (* 17. Juli 1991 in Adana) ist eine türkische Schauspielerin.

## Leben und Karriere
Emre wurde am 17. Juli 1991 in Adana geboren. Sie studierte an der Universität Istanbul. Von 2018 bis 2022 spielte Emre in der Fernsehserie Bir Zamanlar Çukurova die Hauptrolle. 2021 wurde sie für die Serie Sana Söz gecastet. Anschließend bekam sie 2022 eine Rolle in der Serie Gökturkler Asya’nin Efendileri. Außerdem gewann Emre 2022 den Golden-Caretta-Award als beste Schauspielerin in einer Fernsehserie.

## Filmografie
Filme
- 2022: Karanlık Gece

Serien
- 2018–2022: Bir Zamanlar Çukurova
- 2020: Savaşçı
- 2021: Sana Söz
- 2022: Gökturkler Asya'nin Efendileri

## Theater
- Asiye Nasıl Kurtulur

## Auszeichnungen

### Gewonnen
- 2022: Golden-Caretta-Award in der Kategorie „Beste Schauspielerin in einer Fernsehserie“[5]